# 神通川水辺プラザ
神通川水辺プラザ（じんづうがわみずべプラザ）は、富山県富山市の神通川西派川内にある公園である。面積は29 ha、全長は2.4kmで、1998年度からの7か年事業で整備され、2004年7月17日に完成式を挙行した。総工費は約11億5,000万円。

## 主な施設
自然ふれあい学習館
2003年3月12日に完成した水辺プラザの中核施設。木造2階建て延床面積538 m2。展示コーナーや流域の特産品コーナーなどが設けられている。
芝生広場
26,970 m2（サッカーコート2面、ソフトボールコート2面）
パークゴルフ場
さくらコース（18ホール、9,690 m2）、しらさぎコース（18ホール、16,000 m2）
わんぱく広場
2,900 m2
バーベキュー広場
2,530 m2
フラワーパーク
8,650 m2
この他、春には堤防上の千本桜が咲くため、花見スポットとしても人気がある。

## その他
12月29日から1月3日までは休み（屋外施設は12月1日から3月31日まで冬期閉鎖）